# 乌拉泊水库
乌拉泊水库是中国新疆维吾尔自治区乌鲁木齐市境内的一座水库，位于乌鲁木齐河上游10公里处，因位于乌拉泊地区而得此名，于1959年动工兴建，1961年5月竣工。水库平均水深为9.00米，集雨面积为2596平方千米。
乌拉泊水库是一座拦河水库，原设计库容量为4000万立方米。它的主要功能是拦蓄南山的雪溶水和夏季山洪。

## 相关链接
乌拉泊古城
乌拉泊街道
乌拉泊水电站